# Ню Кидс он дъ Блок
Ню Кидс он дъ Блок (на английски: New Kids on the Block, NKOTB) е американска момчешка група основана през 1984 година в Бостън, Масачузетс. Съставът ѝ включва братята Джордан Найт и Джонатан Найт, Джоуи Макинтайър, Дони Уолбърг и Дани Ууд. Ню Кидс он дъ Блок се радват на успех в края на 80-те и началото на 90-те години и продават над 80 милиона копия в целия свят, което ги прави една от най-продаваните групи в света на всички времена. Те печелят две награди от American Music Awards за „Най-добра поп/рок група или дует“ и за „Най-добър поп/рок албум“ за 1990 г. Групата се разделя през 1994 г., след което са правени няколко опита да се реформира отново заедно, но всички от тях са неуспешни.
След тайно събиране през 2007 г. и записи групата издава нов албум през 2008 г. последван от турне. Ню Кидс он дъ Блок са посочени под номер 16 в класацията Rolling Stone's Top 25 Teen Idol Breakout Moments. В периода 2011-2012 тръгват на турне с Бекстрийт Бойс. Групата получава звезда на Алеята на славата в Холивуд на 9 октомври 2014 г.

## Дискография

### Студийни албуми
- New Kids on the Block (1986)
- Hangin' Tough (1988)
- Merry, Merry Christmas (1989)
- Step by Step (1990)
- Face the Music (1994)
- The Block (2008)
- 10 (2013)
- Still Kids (2024)

### Компилации
- No More Games/The Remix Album (1991)
- H.I.T.S. (1991)
- Greatest Hits (1999)
- New Kids on the Block: Greatest Hits (2008)
- NKOTBSB (2011)

### EP албуми
- Thankful (2017)

### Сингли
- Be My Girl (1986)
- Stop It Girl (1986)
- Please Don't Go Girl (1988)
- You Got It (The Right Stuff) (1988)
- I'll Be Loving You (Forever) (1989)
- Hangin' Tough (1989)
- Cover Girl (1989)
- Didn't I (Blow Your Mind) (1989)
- This One's for the Children (1989)
- My Favorite Girl (1989)
- Step by Step (1990)
- Valentine Girl (1990)
- Tonight (1990)
- Let's Try It Again (1990)
- Games (1991)
- Call It What You Want (1991)
- If You Go Away (1991)
- Dirty Dawg (1994)
- Never Let You Go (1994)
- Summertime (2008)
- Single (2008)
- Dirty Dancing (2008)
- 2 in the Morning (2009)
- Don't Turn Out the Lights (2011)
- Remix (I Like The) (2013)
- The Whisper (2013)
- One More Night (2017)
- Boys in the Band (Boy Band Anthem) (2019)
- House Party (2020)
- Bring Back the Time (2022)
- Kids (2024)
- A Love Like This (2024)

## Турнета

### Самостоятелни
- Hangin' Tough Tour (1989)
- The Magic Summer Tour (1990)
- No More Games Tour (1990-1992)
- Face the Music Tour (1994)
- New Kids on the Block: Live (2008-2010)
- Full Service Tour (2009)
- Casi-No Tour (2010)
- South America and Mexico Tour (2012)
- An Intimate Evening with New Kids on the Block (2014)
- The Magic Summer Tour (2024)

### Съвместни
- NKOTBSB Tour (2011-2012)
- The Package Tour (2013)
- The Main Event (2015)
- Total Package Tour (2017)
- Mixtape Tour (with Salt-N-Pepa, Naughty by Nature, Tiffany and Debbie Gibson) (2019-2022)